# Kangši
Cesar Kangši (kitajsko: 康熙帝; pinjin: Kangxi), kitajsko osebno ime Šuanje (pinjin: Xuanye), tretji cesar iz vladarske hiše Čing, in drugi cesar Čing, ki je vladal nad celotno Kitajsko, * 5. februar 1654, palača Džingren (pinjin: Jingren), Prepovedano mesto, † 20. december 1722, Čingši Šuvu (pinjin: Qingxi Shuwu), Vrt večne pomladi.
Vladavina cesarja Kangšija skozi 61 let (od 1661 do 1722) ga postavlja za najdaljše vladajočega cesarja v kitajski zgodovini (čeprav je njegov vnuk, cesar Čjanlong (pinjin: Qianlong), imel najdaljšo dobo stvarnega vladanja) in eden od najdaljše vladajočih oblastnikov na svetu sploh. Ker pa je na prestol stopil pri sedmih letih, so dejansko oblast šest let imeli štirje namestniki in njegova babica, cesarica-vdova Šjaodžuang (pinjin: Xiaozhuang).
Vladavina cesarja Kangšija je prinesla dolgo obdobje trdnosti in napredka v primeri z leti vojn in zmed. On je začetnik obdobja, ki je znano kot "Napredno obdobje Kangšija in Čjanlonga" ali "Visoki Čing", ter je trajalo skozi nekaj rodov po njegovi smrti. Njegov dvor je zbral veliko kulturnega blaga in ga razvrstil v več zbirk, med katerimi je najbolj znan Kangšijev besednjak. 

## Življenjepis

### Odnos dokrščanstva
V prvih desetletjih vladanja cesarja Kangšija je na cesarskem dvoru igrala pomembno vlogo Družba Jezusova. S svojim poznavanjem astronomije so prevzeli vodstvo cesarske zvezdarene. Gerbillon in Pereira sta rabila za tolmača pri razpravah o Nerčinskem sprorazumu. Cesar Kangši je bil hvaležen jezuitom za njihove prispevke ; kot poznavalci mnogih jezikov so bili koristni prevajalci in tolmači ; poznavanje vojaške veščine in njihove iznajdbe so prispevale k napredku njegove vojne industrije  in topništva, kar je usposobilo Čingovo cesarstvo za osvojitev Tungninškega cesarstva.
Cesarju Kangšiju je izredno ugajal tudi spoštljiv in nevsiljiv način jezuitov; dobro so govorili kitajščino in nosili svilene halje vodilnega razreda.  Leta 1692, ko je Pereira zaprosil za strpnost do krščanstva, je bil cesar Kangxi pripravljen ustreči in je izdal Odlok o strpnosti tj. Tolerančni edikt, ki je priznal katoličanstvo, prepovedal napade na njihove cerkve, ter uzakonil njihovo poslanstvo in udejanjanje krščanstva pri Kitajskem ljudstvu.
Cesar Kangši je na svojem dvoru gostil tudi jezuitskega sobrata slikarja Castiglioneja in več jezuitov-duhovnikov kot znanstvenike, vsestranske strokovnjake in priznane umetnike.
Do konca sedemnajstega stoletja so jezuitje spreobrnili veliko domačinov. Po drugi strani pa so bili navdušeni nad znanjem in bistroumnostjo konfucijanske učenjaške elite večinskih Kitajcev in so se prilagodili njihovemu starodavnemu miselnemu in življenjskemu slogu.
Leta 1692 je torej cesar Kangši izdal tolerančni edikt glede svobodnega izpovedovanja krščanstva (kitajsko: 容敎令 ali kitajsko: 正敎奉傳).
Evropejci so zelo miroljubni; v deželah ne vznemirjajo in ne motijo, nikomur ne škodijo, ne delajo nobenih hudodelstev in njihovo učenje nima nič skupnega z lažnimi ločinami v cesarstvu, niti se ne nagibajo k spodbujanju upora... Odločili smo torej, da je treba ohraniti vse cerkve, posvečene nebeškemu Gospodarju, ne glede na to, kje se nahajajo, in omogočiti vsem, ki želijo častiti tega Boga, vstop v te cerkve, darovanje kadila in opravljanje obredov, ki jih po starodavnih navadah izvajajo kristjani. Zato naj jim odslej nihče več ne nasprotuje.

#### Kitajski obredni spor
Izbruhnil pa je nesrečen obredni spor, ali smejo kitajski kristjani sodelovati pri tradicionalnih konfucijevskih slovesnostih in pri obredih v zvezi s spoštovanje prednikov. Jezuitje so se zavzemali za strpnost, a dominikanci so se postavili na trdo stališče zoper tuje "malikovanje". Papež Klemen XI. je pritrdil dominikanskemu stališču in 1705 poslal Tournona kot nuncija k cesarju Kangšiju, da bi izrekel izobčenje nad kitajskimi obredi. Prek Tournona je papež hotel nadzorovati jezuitske misijonarje na Kitajskem, ali res postopajo po njegovih ukazih. Kangši je zavrnil, ker je želel misijonarske dejavnosti na Kitajskem obdržati pod svojim vrhovnim nadzorom, ki ga je predstavljal eden od jezuitov, ki je že dolga leta živel v Pekingu. 
Jasno je dal do znanja, da sprejema delovanje katoliških misijonarjev le v duhu Riccijevih prilagoditev “kitajskih obredov” in da nasprotuje njihovi ukinitvi. To je jasno pokazal način sprejema papeževega odposlanca kardinala Tournona. Najprej je bil sprejet z vso prijaznostjo in vsemi častmi. Kakor hitro pa je prišel na dan s papeževimi zahtevami po prepovedi kitajskih obredov, se je razpoloženje ohladilo in se sprevrglo v sovražnost – in preganjanje kristjanov. Rim pa je ostal nepopustljiv in to stališče je pripeljalo ne le do prepovedi krščanstva, ampak tudi nuncijevega zaprtja; tako je umrl kardinal Tournon v makavski ječi.  
Ne ozirajoč se na drugačne poteze nekaterih svojih prednikov, je namreč 19. marca 1715 Klemen XI. objavil bulo Ex illa die, ki je uradno obsodila kitajske obrede - in to je bilo tisto usodno sporočilo, ki ga je prinesel Tournon. Kot odgovor pa je cesar Kangši uradno prepovedal krščanske misijone na Kitajskem, češ da “povzročajo nemire”.